# Фриттеры
Фри́ттеры — вид кулинарных изделий из жареного жидкого теста с начинкой. В качестве начинки для фриттеров используют фрукты, овощи, мясо, морепродукты. Распространены в Англии, США, Азии. Часто употребляются на завтрак, в школьном питании, в качестве уличной еды, в сладком исполнении — в качестве десерта. От популярных в русской и украинской кухне оладий отличаются составом теста и наличием начинки.

## Происхождение
Хотя фриттеры считаются тяжёлой пищей, они популярны на протяжении веков. Издавна в тесте жарили кусочки мяса и рыбы, овощей, корнеплодов, шарики пряной зелени, кубики сала и даже ароматные цветы. В XVII веке появились упоминания жаренных в тесте листьев шпината, латука, виноградных листьев, молодых артишоков. Чтобы получить пышное тесто, его замешивали на пиве или вине. Впоследствии в тесто добавляли взбитые отдельно яичные белки.

## Варианты
Существует два основных способа приготовления фриттеров. В британской кухне фриттеры представляют собой ломтик картофеля, кольцо ананаса, кольцо или ломтик яблока, колечко груши, шарик горохового пюре, жаренные в кляре. В школьном питании таким способом часто готовят консервированную ветчину. Этот способ часто применяется в азиатской кухне, в том числе индийской (пакора), китайской, японской (тэмпура). В качестве начинки используют тыкву, морепродукты, бананы, тофу.
В США фриттеры обычно готовят из мелко нарезанной начинки, смешанной с тестом и обжаренной на сковороде или во фритюре в виде оладьев. Популярные варианты начинки — яблоки, консервированная кукуруза, цуккини. К фриттерам относятся клэм-кейки и крабовые котлетки. В Австралии очень популярны кукурузные фриттеры, а в Новой Зеландии — с мелкой рыбёшкой.

## Принцип приготовления
Тесто для фриттеров, как правило, замешивают из яиц, молока и муки. Иногда используют пресное тесто из муки и воды или дрожжевое тесто. Помимо пшеничной муки, применяют кукурузную, а для безглютеновых фриттеров — рисовую. Тесто должно быть не слишком жидким, но и не крутым. Для пышности используют разрыхлитель, ферментированные напитки, иногда взбивают в пену яичные белки.
Фриттеры жарят в масле, прогретом до 180 °C. Выкладывают их на сковороду понемногу, чтобы масло не остывало. Изделия обжаривают 3—5 минут с двух сторон, затем вынимают на салфетку, чтобы убрать лишний жир. Фриттеры вкусны, пока они горячие и свежие, поэтому обычно их едят сразу после приготовления.

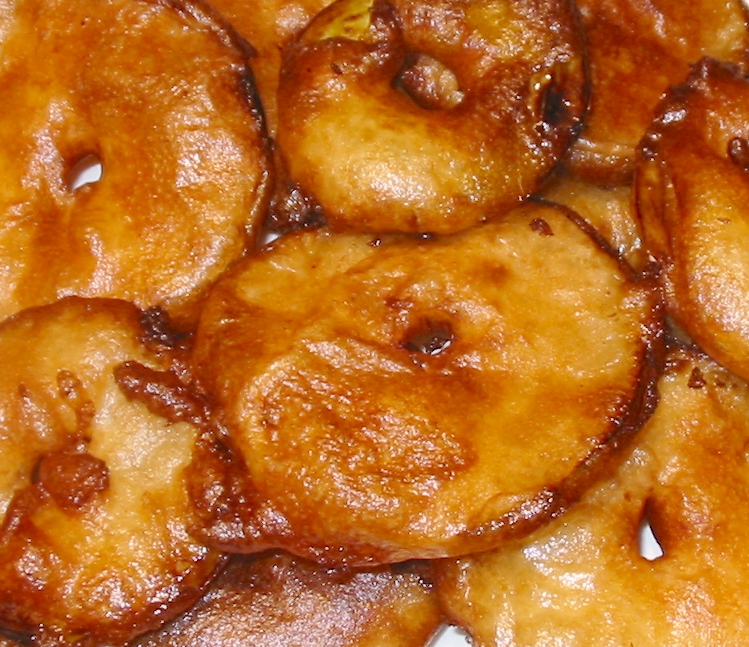
Яблочные фриттеры на сидре
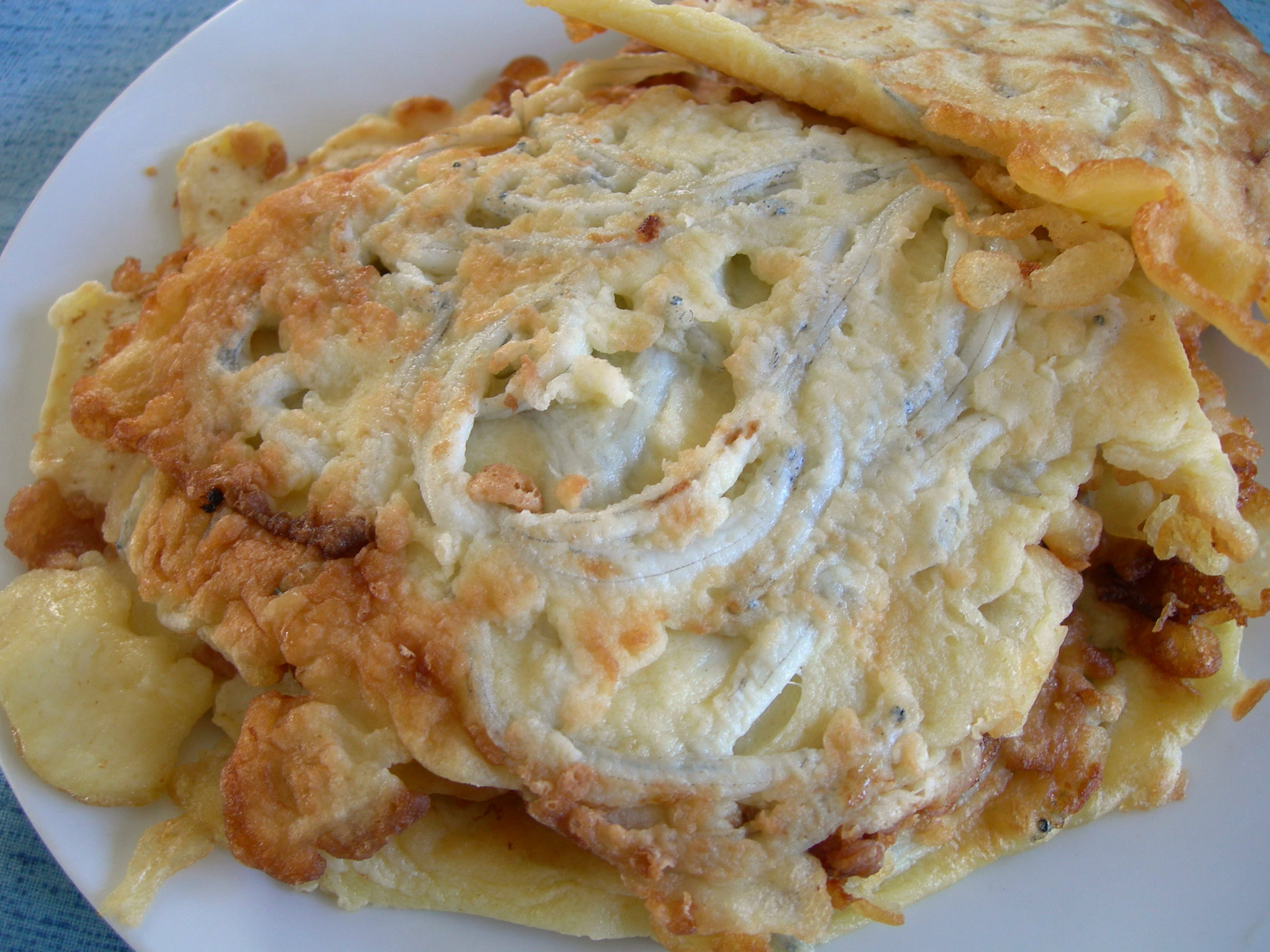
Фриттеры с рыбёшкой
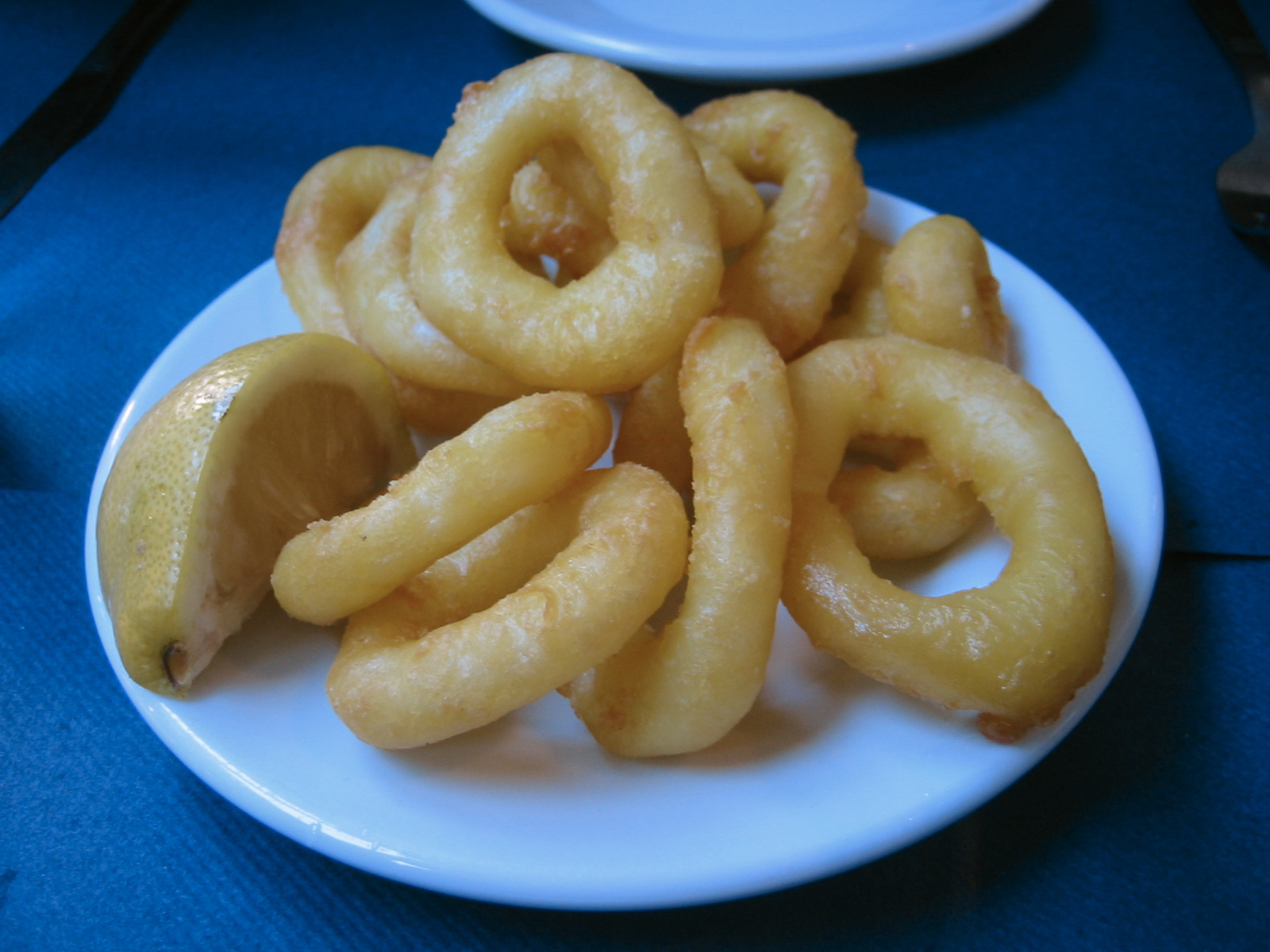
Фриттеры с кальмаром
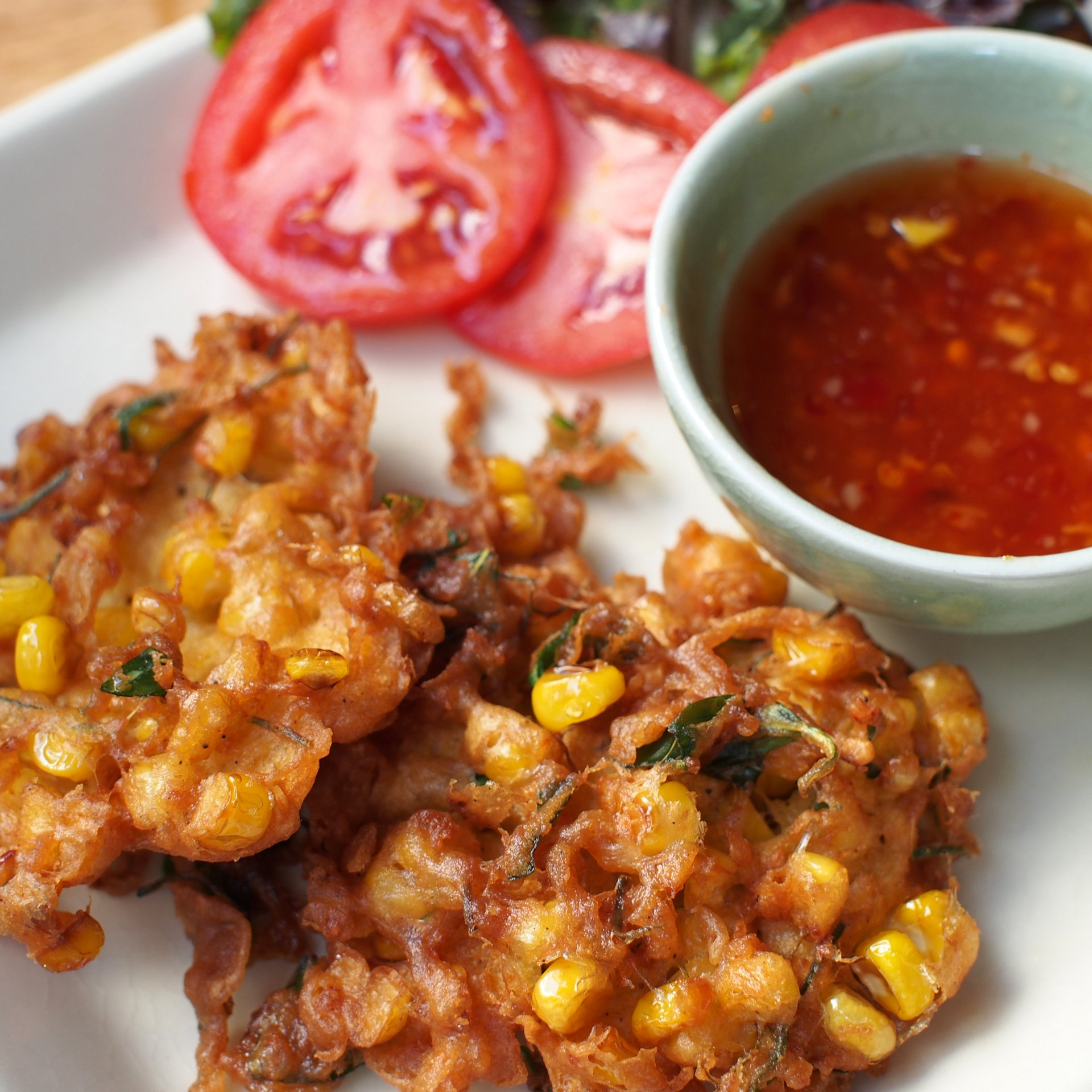
Тайские фриттеры с кукурузой
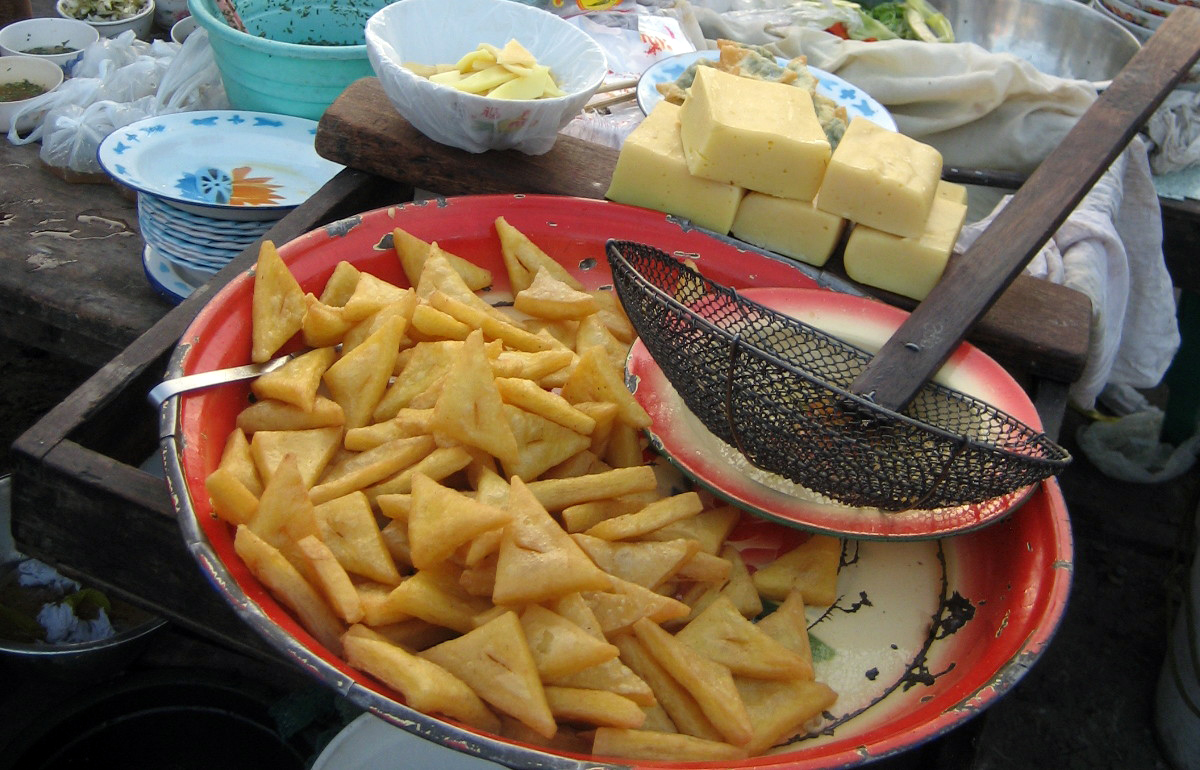
Фриттеры с тофу